# Quartigiani

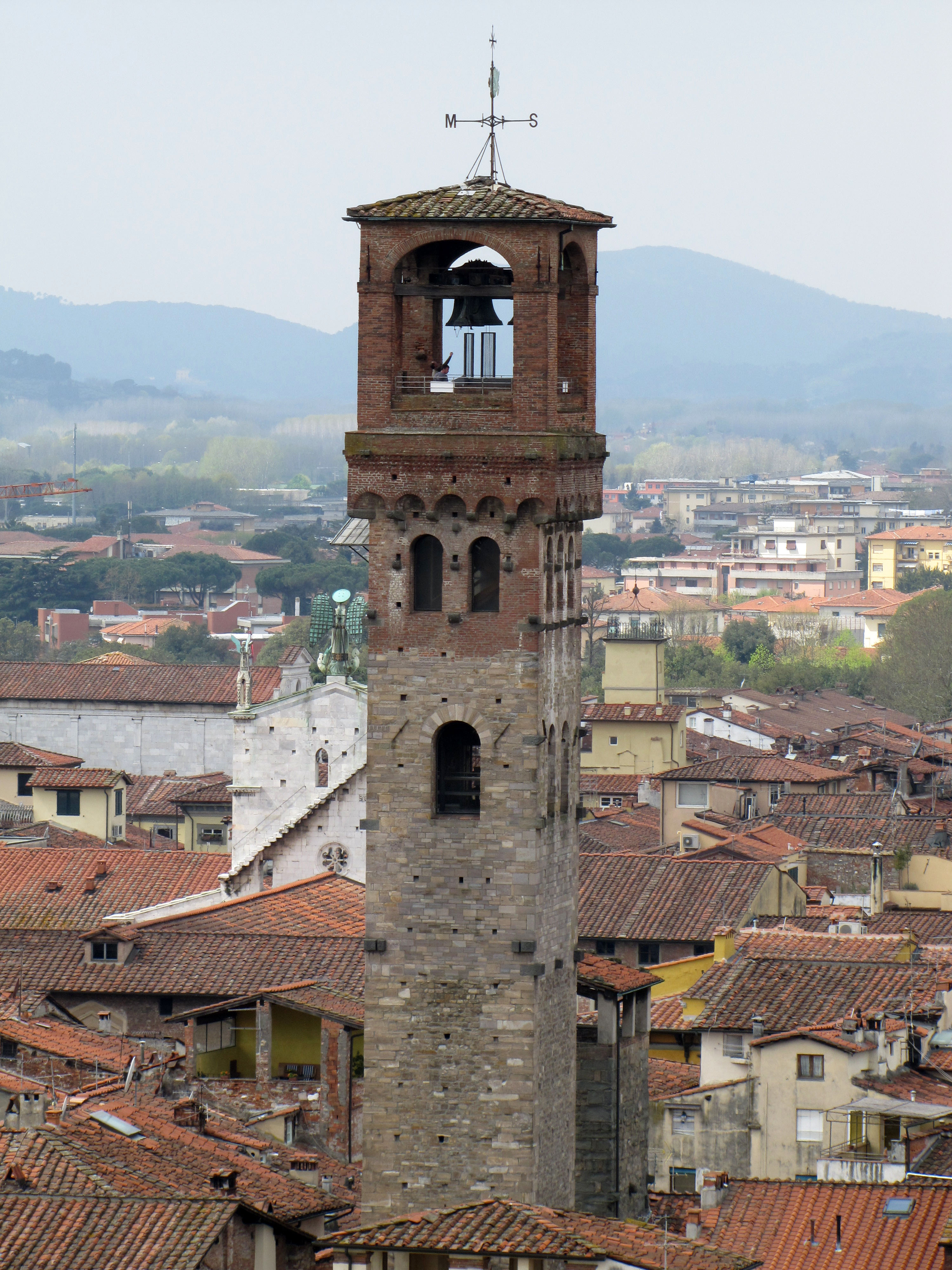
Torre delle ore (Lucca) appartenuta ai Quartigiani

La famiglia Quartigiani era una nobile famiglia lucchese; la famiglia fu citata nello statuto lucchese del 1308 come nobile e potente. 
La famiglia era unita da matrimonio con le famiglie Simonetti e Antelminelli. Le famiglie Antelminelli e Quartigiani si unirono nel 1317 per prendere il potere a Lucca. Castruccio Castracani, membro degli Antelminelli, non condivideva il potere con i Quartigiani come promesso e concordato dalle parti. I Quartigiani organizzarono un complotto per togliere il potere a Castruccio Castracani e assassinarlo. I guelfi bianchi, i fiorentini e la nobiltà di Lucca furono coinvolti nella trama. Dopo aver saputo del complotto, Castracani arrestò e uccise membri dei Quartigiani e clan collegati e organizzò una risposta militare contro Firenze.